# 玉葉
『玉葉』（ぎょくよう）は、平安時代末期から鎌倉時代初期にかけて執筆された、日本の公家九条兼実の日記。

## 概要
『玉葉』は兼実の公私にわたる記録であり、その記述は1164年（長寛2年）から1200年（正治2年）に及ぶ。この時期は院政から武家政治へと政治体制が変動した時期と重なり、源平の争乱についても多数の記述がある。このことから、平安時代末期から鎌倉時代初期の研究を行う上での基礎史料と位置付けられている。
なお、同時期の史料には『吾妻鏡』もあるが、これは鎌倉幕府とりわけ北条氏の立場で編纂された正史に近いものである。一方、九条兼実は関白や太政大臣を歴任した朝廷側の大物であり、『玉葉』は朝廷側の史料と言える。そのことから『玉葉』と『吾妻鏡』は相補的に用いられることが多い。
また当時の公家の日記は、宮中行事を遂行するための所作など（＝有職故実）を後世に伝える目的も帯びていた。『玉葉』も例外ではなく、宮中における儀式の次第が詳細に記されている。
兼実の孫・九条道家の没後、元本は一条家に伝えられた。九条家に伝わるものは写本である。

### 別名
『玉葉』は『玉海』『月輪兼実公記』などと呼ばれることがある。このうち『玉海』については、同じ五摂家の二条家が『玉葉』という名称を用いず『玉海』と呼んだのが始まりとされる。
二条家は九条家・一条家とともに兼実の子孫であるが、初代の二条良実は実父の九条道家（兼実の孫）より義絶されているために『玉葉』を含む父祖の文書を受け継がなかった。しかし、二条良基が実子の経嗣を養子にすることに成功して『玉葉』などの一条家に伝わる文書の写本を得ることが出来たと言われているため、『玉海』の呼称は良基が始まりとする説もある。
江戸時代、二条家系の写本が紅葉山文庫に収められたこともあり、水戸藩が大日本史を編纂する時は『玉海』の名で記載された（江戸幕府に要請して紅葉山文庫から貸し出しを受けた）。

## 影響と価値
公家の日記である『玉葉』がどんな経緯で他人の目に触れるようになったかは定かでないが、鎌倉時代初期から多くの人に読まれてきたものと推測されており、『吾妻鏡』の編纂にも影響を与えている可能性がある。
本書の価値は兼実の識見の高さでしかも表現の明快熟達にあり、さらに記事の随所にある人物評や世相の動向を巧みにとらえて活写している事にある。

## 刊本
- 『玉葉』全3冊（国書刊行会、1906年 - 1907年） - 九条家旧蔵本を底本とする。すみや書房（1966年）、名著刊行会（1971年）などから復刻版が出されている。
- 宮内庁書陵部編『九条家本玉葉』全14巻（明治書院〈図書寮叢刊〉、1994年 - 2013年）